# アイランドNo.10の戦い
アイランドNo.10の戦い（アイランドNo.10のたたかい、英:Battle of Island Number Ten、またはニューマドリードの戦い、英:Battle of New Madrid）は、南北戦争初期の1862年2月28日から4月8日に、西部戦線ミズーリ州とテネシー州の州境近くミシシッピ川で行われた戦いである。北軍の陸軍と海軍が島を包囲して占領し、ミシシッピ川の支配権を確保した。

## 戦闘の準備
テネシー州ヘンリー砦とドネルソン砦の降伏に続いて、ケンタッキー州コロンバスは明け渡し、南軍ミシシッピ軍の指揮官P・G・T・ボーリガード将軍は、コロンバスから約60マイル (100 km)下流のミシシッピ川ケンタッキー・ベンド（大きな屈曲部）にあるアイランドNo.10を選んで、川を守るための強固な陣地とした。南軍の防御設備は島にある砲台と島の岸から離れた浮き砲台だった。近くにはニューマドリッドの町があり、弱点の一つだった。
北軍のミシシッピ軍指揮官のジョン・ポープ准将は2月28日にミズーリ州コマースを進発し、ニューマドリッド攻撃に向かった。部隊は物資や大砲を引っ張りながら沼地を行軍した。M・ジェフ・トンプソン准将が指揮するミズーリ州兵の小さな派遣部隊と交戦した後、3月3日にニューマドリッド郊外に到着した。ポープは町が重火砲や砲艦の小さな戦隊でうまく守られているのを見出して、包囲線を布いた。守備隊の指揮官ジョン・P・マッカウンはニューマドリッドとアイランドNo.10の双方を守っていた。3月13日、ポープはその攻囲砲を持ち出し、1日中砲撃戦を続けた。南軍の砲艦と部隊はニューマドリッドを守ることが不可能と思われてきたので、町を明け渡し、アイランドNo.10とテネシー州側のティプトンビルに全軍を移動した。

## 戦闘

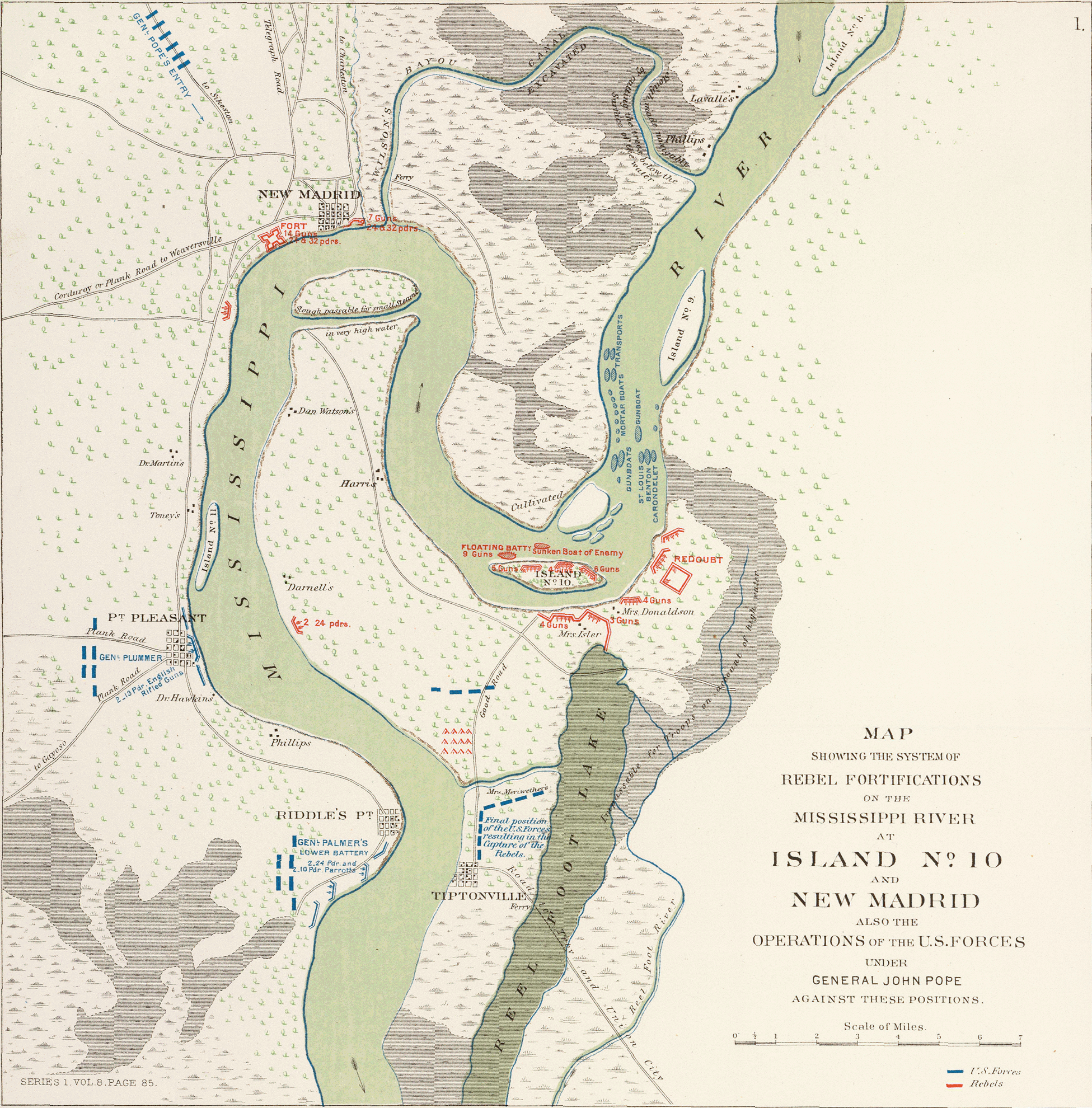
アイランドNo.10（中央の島）とニューマドリッド（左上）の防御設備、およびポープ軍の作戦行動（青色）、1895年の作画

3月14日ポープ軍はニューマドリッドがもぬけの殻になっていることを発見し、町に進軍して占領した。3月15日、海軍将官アンドリュー・H・フットが指揮するアメリカ海軍戦隊がアイランドNo.10の上流に到着した。4月4日の夜、鋼製被覆砲艦USSカロンデレトがアイランドNo.10の砲台下を通過しニューマドリッド沖に停泊した。USSピッツバーグが4月6日の夜に続いた。鋼製被覆砲艦はワトソンズポイントとその下流で南軍の砲台を威圧することができ、ポープ軍が川を渡って南軍の脱出路を塞ぐことができた。マッカウンから指揮を代わっていたウィリアム・W・マッコール准将は、4月8日にアイランドNo.10を明け渡し、7,000名の守備兵と共に降伏した。

## 戦闘の後
ミシシッピ川はテネシー州ピロー砦まで北軍の航行が可能となり、2ヶ月後のメンフィスの戦いでテネシー州メンフィスの奪取に繋げることができた。
アイランドNo.10はその後ミシシッピ川の浸食によって消滅した。